# Enquête d'action
Enquête d'action est un magazine télévisé français diffusé sur W9 et présenté par Marie-Ange Casalta.

## Diffusion
Elle est programmée en première partie de soirée chaque mercredi et chaque vendredi à 20h50. Elle est rediffusée la semaine suivante, le vendredi en deuxième partie de soirée ainsi que le samedi vers 15h.
Un certain nombre d’enquêtes sont des rediffusions de reportages initialement diffusés dans Enquête exclusive sur M6 (chaine mère de W9).
Depuis mai 2009, l'émission se prolonge avec une séquence de 52 minutes environ intitulée Encore + d'action.

## Présentation
- De 2005 à 2010 : François Pécheux
- Depuis 2009 : Marie-Ange Casalta

## Format
Chaque numéro est constitué de plusieurs reportages. 
Lancé le 26 octobre 2005, le magazine s'appelait à l'origine En quête d'action et privilégiait les reportages « masculins » (sports extrêmes, police, armée…). L'action reste aujourd'hui l'un des piliers du programme mais au fil du temps le magazine s'est adapté à un public de plus en plus large. Ce glissement de la ligne éditoriale a entraîné la modification du titre lequel insiste désormais sur l'« enquête » et moins sur la « quête » de spectacle.

## Audiences
- Le vendredi 25 juin 2010 : l'émission réalise 869 000 téléspectateurs avec une PDM de 4,9 % et une PDM M-50 de 11,5 % (alors le record tous programmes confondus de la TNT).
- Le vendredi 28 janvier 2011 : l'émission réalise 1 219 000 téléspectateurs avec une PDM de 5,5 % (alors le record historique pour un magazine de la TNT).
- Le samedi 21 juillet 2012 l'émission a attiré 839 000 téléspectateurs, soit 4,2 % du public.
- Le vendredi 22 février 2013 l'émission réalise 1 850 000 téléspectateurs avec 5,1 % PDM.
- Le vendredi 1er mars 2013 : l'émission réalise 1 018 000 téléspectateurs avec 4,4 % de PDM.

L'émission réunit en général entre 800 000 et 1 300 000 téléspectateurs.

## Controverses
Du fait des nombreux numéros de cette émission consacrés à la délinquance, filmant les forces de l'ordre en action, une partie des téléspectateurs reproche à cette émission d'être anxiogène, de favoriser la peur de l’autre, le sentiment d’insécurité collective[source insuffisante] et en conséquence le sécuritarisme.